# 愛西市立永和小学校
愛西市立永和小学校（あいさいしりつ えいわしょうがっこう）は、愛知県愛西市大井町にある公立小学校。

## 概要
略称は「永小（えいしょう）」。児童数は471名、学級数は18（2015年4月9日現在）。
学区は愛西市のうち南東に位置する大井町・大野町・鰯江町・善太新田町・本部田町のうち勘平・茨塚・天池で、卒業生の大半は愛西市立永和中学校に進学する。
東名阪自動車道とJR東海関西本線の中間に立地し、善太川の対岸には永和中学校が位置している。
広い校庭を有し、敷地内に「永和山」と呼ばれる遊具が取り付けられた丘陵や、生物が観察できる「観察園」がある。

## 沿革
- 2005年（平成17年）4月 - 市町村合併に伴い愛西市立永和小学校と改称。

## 教育目標
- つよく（剛健） ただしく（正義） やさしく（仁愛）の3つを教育目標としている[1]。

## クラブ活動
月に一度を基本に活動している。
- ボール運動
- サッカー
- バスケット
- 卓球
- 将棋・オセロ
- コンピュータ
- お茶
- 家庭科
- 図工・科学
- 伝承遊び

## 学校行事
- 入学式[6]
- 着任式・始業式
- 1年生を迎える会
- 遠足（1年生〜5年生）
- 修学旅行（6年生）
- 観劇会
- 福祉実践教室
- 夏休み
- 教育キャンプ（5年生）
- 小中合同運動会
- 社会見学
- 作品展または学芸発表（隔年で交互に実施）
- 冬休み
- マラソン大会
- 6年生を送る会
- 卒業式

### 小中合同運動会
小中合同運動会とは愛西市立永和小学校と愛西市立永和中学校が合同で行う運動会である。